# Urum as-Sughra
Urum as-Sughra (arab. ‏أورم الصغرى‎) – wieś w Syrii, w muhafazie Aleppo. W spisie z 2004 roku liczyła 637 mieszkańców.

## Historia
Przed wybuchem wojny w Syrii, obok wsi znajdowała się baza 46. pułku syryjskiej armii. Początkiem października 2012 roku baza przy Urum as-Sughra została zaatakowana przez rebeliantów, którzy 22 września zdobyli sąsiednią wieś Urum al-Kubra. W bazie broniło się 350 żołnierzy. 19 listopada 2012 baza padła po blisko dwumiesięcznym oblężeniu.
Syria odzyskała kontrolę nad Urum as-Sughra 14 lutego 2020 podczas ofensywy w kierunku Idlibu.